# Mravečník
Mravečník (993 m) – szczyt Gór Kisuckich (słow. Kysucká vrchovina) na Słowacji. Leży w południowej części tej grupy górskiej. Stanowi kulminację rozległego, izolowanego masywu (słow. Veľhora), ze wszystkich stron otoczonego głębokimi dolinami potoków, a od sąsiednich masywów oddzielonego niskimi przełęczami. Jego południowe stoki opadają do doliny Varínki w miejscowości Terchová, południowo-wschodnie do doliny jej dopływu – potoku Struháreň, północno-wschodnie do doliny potoku o nazwie Tižinský potok, w północne wcina się dolina potoku Radôstka, zaś od zachodu również głęboka dolina potoku bez nazwy oddziela go od szczytów Okrúhlica (932 m) i Kykula (761 m).
Większość masywu Mravečníka porastają lasy świerkowe, jednak na zboczach znajdują się też duże polany. Duża część dolnych partii jego stoków zajęta jest przez pola uprawne gospodarzy z miejscowości Terchová i Lutiše.
Przez szczyt i zboczami Mravečníka prowadzą dwa znakowane szlaki turystyki pieszej.

## Szlaki turystyczne
Terchová – Mravečník – Káčerovci (osada miejscowości Lutiše)
  S. Lutiška (osada miejscowości Lutiše) – skrzyżowanie ze szlakiem niebieskim